# Carollia

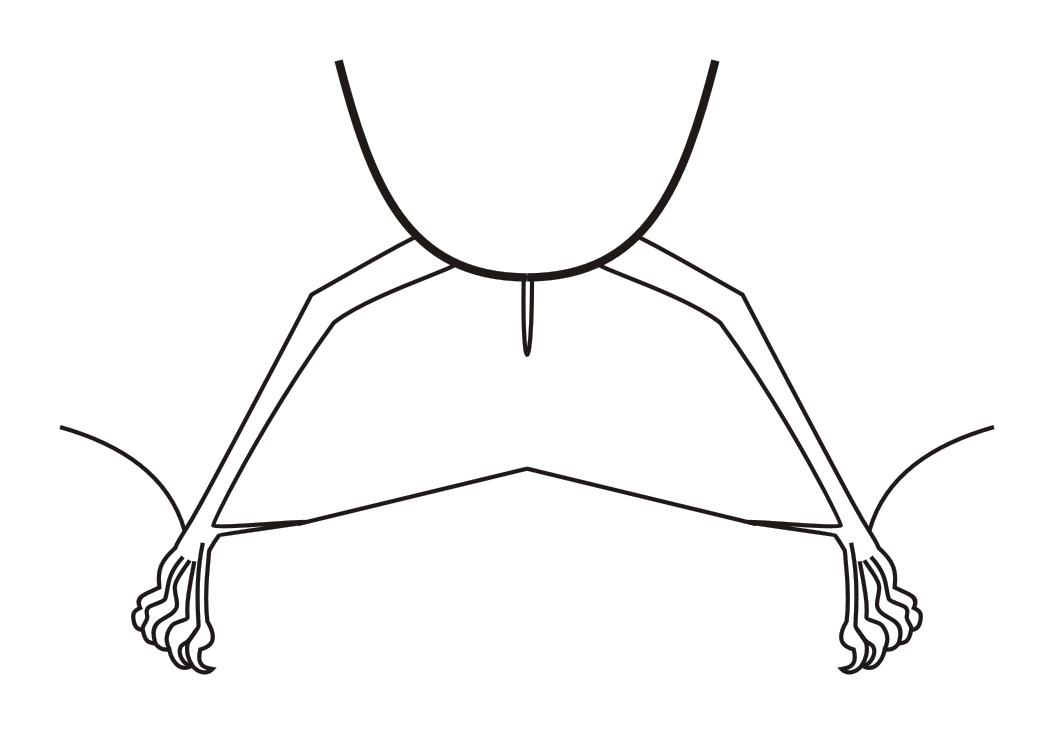
Illustrazione della parte posteriore di Carollia

Carollia (Gray, 1838) è un genere di pipistrelli della famiglia dei Fillostomidi.

## Etimologia
L'epiteto del genere è dedicato a Linneo, il cui nome di battesimo in latino è appunto Carolus.

## Descrizione

### Dimensioni
Al genere Carollia appartengono pipistrelli di piccole dimensioni, con lunghezza della testa e del corpo tra 48 e 77,2 mm, la lunghezza dell'avambraccio tra 34 e 45,5 mm, la lunghezza della coda tra 4 e 16 mm e un peso fino a 25 g.

### Caratteristiche craniche e dentarie
Il cranio è robusto, con il rostro corto e la scatola cranica alta e rotonda. La bolla timpanica è piccola, mentre le arcate zigomatiche sono incomplete. Gli incisivi superiori interni sono grandi, mentre quelli più esterni sono ridotti. Gli incisivi inferiori sono piccoli e disposti in una fila leggermente ricurva tra i due canini, i quali sono corti ma robusti. I premolari sono alquanto stretti.
Sono caratterizzati dalla seguente formula dentaria:

### Aspetto
La pelliccia è soffice e lanuginosa. Le parti dorsali variano dal bruno-grigiastro al marrone scuro, talvolta arancio brillante, mentre le parti ventrali sono più chiare. La foglia nasale è ben sviluppata e lanceolata, con la porzione inferiore saldata al labbro superiore al disotto delle narici. Sul mento è presente una grossa verruca , circondata da altre più piccole disposte a U. Le orecchie sono di dimensioni normali, separate e appuntite. La coda è corta, circa un terzo della profondità dell'uropatagio, il quale talvolta può essere ricoperto di peli nella metà basale. Il calcar è più corto del piede, mentre le membrane alari sono attaccate posteriormente sulle caviglie.

## Distribuzione
Il genere è diffuso in America Centrale e meridionale.

## Tassonomia
Il genere comprende 9 specie.
- Carollia benkeithi
- Carollia brevicauda
- Carollia castanea
- Carollia colombiana
- Carollia manu
- Carollia monohernandezi
- Carollia perspicillata
- Carollia sowelli
- Carollia subrufa